# Laoshan
Laoshan  léase Láo-Shán (en chino:崂山区, pinyin:Láoshān qū, lit:monte Lao) es un distrito urbano bajo la administración directa de la subprovincia de Qingdao en la Provincia de Shandong, República Popular China. Se localiza en el extremo sur de la península de Shandong. Su área es de 395 km² y su población es de 418 900 habitantes.
En 1994 el Consejo de Estado crea su casco urbano y se le otorga su administración actual dividida en 4 subdistritos.

## Clima
El distrito de Laoshan es montañoso, con una elevación media de 55 m , siendo su punto más alto la sima del monte Lao con sus 1133 metros.
El distrito se encuentra en la latitud media templado-cálido con clima monzónico, abundante lluvia y humedad, con cuatro estaciones bien diferenciadas. El promedio de  luz solar de 2503 horas al año. La temperatura media anual es de 12.1 °C, la humedad relativa media mensual es del 72%. 
| Parámetros climáticos promedio de Laoshan（1971-2000, 1951-2000） | Parámetros climáticos promedio de Laoshan（1971-2000, 1951-2000） | Parámetros climáticos promedio de Laoshan（1971-2000, 1951-2000） | Parámetros climáticos promedio de Laoshan（1971-2000, 1951-2000） | Parámetros climáticos promedio de Laoshan（1971-2000, 1951-2000） | Parámetros climáticos promedio de Laoshan（1971-2000, 1951-2000） | Parámetros climáticos promedio de Laoshan（1971-2000, 1951-2000） | Parámetros climáticos promedio de Laoshan（1971-2000, 1951-2000） | Parámetros climáticos promedio de Laoshan（1971-2000, 1951-2000） | Parámetros climáticos promedio de Laoshan（1971-2000, 1951-2000） | Parámetros climáticos promedio de Laoshan（1971-2000, 1951-2000） | Parámetros climáticos promedio de Laoshan（1971-2000, 1951-2000） | Parámetros climáticos promedio de Laoshan（1971-2000, 1951-2000） | Parámetros climáticos promedio de Laoshan（1971-2000, 1951-2000） |
| Mes                                                               | Ene.                                                              | Feb.                                                              | Mar.                                                              | Abr.                                                              | May.                                                              | Jun.                                                              | Jul.                                                              | Ago.                                                              | Sep.                                                              | Oct.                                                              | Nov.                                                              | Dic.                                                              | Anual                                                             |
| ----------------------------------------------------------------- | ----------------------------------------------------------------- | ----------------------------------------------------------------- | ----------------------------------------------------------------- | ----------------------------------------------------------------- | ----------------------------------------------------------------- | ----------------------------------------------------------------- | ----------------------------------------------------------------- | ----------------------------------------------------------------- | ----------------------------------------------------------------- | ----------------------------------------------------------------- | ----------------------------------------------------------------- | ----------------------------------------------------------------- | ----------------------------------------------------------------- |
| Temp. máx. abs. (°C)                                              | 12.9                                                              | 19.6                                                              | 21.5                                                              | 26.3                                                              | 34.2                                                              | 35.3                                                              | 37.4                                                              | 35.4                                                              | 33.2                                                              | 28.7                                                              | 22.1                                                              | 16.2                                                              | 37.4                                                              |
| Temp. máx. media (°C)                                             | 2.8                                                               | 4.6                                                               | 9.0                                                               | 15.0                                                              | 20.3                                                              | 23.7                                                              | 27.1                                                              | 28.4                                                              | 25.3                                                              | 19.8                                                              | 12.3                                                              | 5.7                                                               | 16.2                                                              |
| Temp. media (°C)                                                  | -0.5                                                              | 0.9                                                               | 5.1                                                               | 10.9                                                              | 16.2                                                              | 20.3                                                              | 24.2                                                              | 25.3                                                              | 21.7                                                              | 16.2                                                              | 8.9                                                               | 2.4                                                               | 12.6                                                              |
| Temp. mín. media (°C)                                             | -3.3                                                              | -1.9                                                              | 2.3                                                               | 7.9                                                               | 13.2                                                              | 17.8                                                              | 22.2                                                              | 23.0                                                              | 18.9                                                              | 13.1                                                              | 5.9                                                               | -0.5                                                              | 9.9                                                               |
| Temp. mín. abs. (°C)                                              | -15.5                                                             | -12.8                                                             | -8.4                                                              | -1.9                                                              | 5.0                                                               | 11.7                                                              | 13.6                                                              | 16.3                                                              | 8.3                                                               | 1.9                                                               | -8.7                                                              | -13.6                                                             | -15.5                                                             |
| Precipitación total (mm)                                          | 11.3                                                              | 12.1                                                              | 21.4                                                              | 34.6                                                              | 54.9                                                              | 84.0                                                              | 142.1                                                             | 151.1                                                             | 62.7                                                              | 48.2                                                              | 27.9                                                              | 11.8                                                              | 662.1                                                             |
| Días de precipitaciones (≥ 1 mm)                                  | 3.1                                                               | 3.7                                                               | 4.7                                                               | 6.7                                                               | 7.5                                                               | 9.4                                                               | 12.4                                                              | 10.2                                                              | 6.5                                                               | 6.1                                                               | 4.7                                                               | 3.4                                                               | 78.4                                                              |
| Fuente: 中国气象局公共气象服务中心 12 de diciembre de 2012        |                                                                   |                                                                   |                                                                   |                                                                   |                                                                   |                                                                   |                                                                   |                                                                   |                                                                   |                                                                   |                                                                   |                                                                   |                                                                   |
| Fuente n.º 2: 人地系统主题数据库                                  |                                                                   |                                                                   |                                                                   |                                                                   |                                                                   |                                                                   |                                                                   |                                                                   |                                                                   |                                                                   |                                                                   |                                                                   |                                                                   |

## Ciudades hermanas
Desde el 16 de mayo de 2006 Laoshan está hermandada con:
- Columbia (Misuri)[6]